# Przekształcenie wieloliniowe
Przekształcenie wieloliniowe – funkcja określona na iloczynie kartezjańskim przestrzeni liniowych w daną przestrzeń liniową (nad ustalonym ciałem), która jest liniowa ze względu na każdy argument z osobna. Jeżeli docelową przestrzeń liniową zastąpi się ciałem, nad którymi zbudowane są przestrzenie liniowe dziedziny, to tego rodzaju funkcje te nazywa się formami wieloliniowymi. Jeśli liczba czynników w dziedzinie jest ustalona, równa {\displaystyle n,} to mówi się wtedy odpowiednio o przekształceniach i formach {\displaystyle n}-liniowych; struktura tych przekształceń jest dobrze znana z uwagi na ich izomorficzność z przekształceniami liniowymi uzyskaną za pomocą konstrukcji iloczynu tensorowego (zob. Uogólnienia).
Pojęcie to uogólnia się bezpośrednio na moduły (nad ustalonym pierścieniem przemiennym) i to właśnie w ich kontekście zostanie ono opisane w tym artykule.

## Potęga kartezjańska
Niech dane będą: (niekoniecznie wieloliniowe) przekształcenie {\displaystyle \mathrm {f} \colon M^{n}\to N,} gdzie {\displaystyle M,N} są dowolnymi modułami nad pierścieniem przemiennym {\displaystyle R,} gdzie {\displaystyle n\geqslant 1,} oraz permutacja {\displaystyle \sigma } należąca do grupy symetrycznej {\displaystyle S_{n}.} Zamiana argumentów funkcji {\displaystyle \mathrm {f} } miejscami zgodnie z porządkiem wyznaczonym przez {\displaystyle \sigma } daje inną funkcję {\displaystyle M^{n}\to N} daną wzorem {\displaystyle ({\mathsf {m}}_{1},\dots ,{\mathsf {m}}_{n})\mapsto \mathrm {f} \left({\mathsf {m}}_{\sigma (1)},\dots ,{\mathsf {m}}_{\sigma (n)}\right)}. Funkcję {\displaystyle \mathrm {f} } nazywa się odpowiednio
- symetryczną, gdy nie zmienia znaku przy dowolnej permutacji,
{\displaystyle \mathrm {f} \left({\mathsf {m}}_{\sigma (1)},\dots ,{\mathsf {m}}_{\sigma (n)}\right)=\mathrm {f} ({\mathsf {m}}_{1},\dots ,{\mathsf {m}}_{n}){\text{ dla dowolnej }}\sigma \in S_{n};}
- antysymetryczną, gdy zachowuje znak przy permutacji parzystej i zmienia go na przeciwny przy nieparzystej,
{\displaystyle \mathrm {f} \left({\mathsf {m}}_{\sigma (1)},\dots ,{\mathsf {m}}_{\sigma (n)}\right)=(\operatorname {sgn} \;\sigma )\mathrm {f} ({\mathsf {m}}_{1},\dots ,{\mathsf {m}}_{n}){\text{ dla dowolnej }}\sigma \in S_{n};}
- alternującą, gdy znika przy równych choć dwóch argumentach,
{\displaystyle \mathrm {f} ({\mathsf {m}}_{1},\dots ,{\mathsf {m}}_{n})={\mathsf {0}},{\text{ o ile }}{\mathsf {m}}_{i}={\mathsf {m}}_{j}{\text{ dla }}i\neq j{\text{ oraz }}n\geqslant 2.}

W powyższych definicjach zmienne indeksowane są kolejno liczbami {\displaystyle 1,2,\dots ,n,} jednakże własności te nie zależą od użytego porządku liczb naturalnych. Jeżeli {\displaystyle n\geqslant 2,} to przekształcenie wieloliniowe {\displaystyle \mathrm {f} \colon M^{n}\to N,} które jest alternujące, jest również antysymetryczne; w ogólności dla {\displaystyle n\geqslant 2} dowolna funkcja {\displaystyle \mathrm {f} \colon M^{n}\to N} jest antysymetryczna wtedy i tylko wtedy, gdy
{\displaystyle \mathrm {f} ({\mathsf {m}}_{1},\dots ,{\mathsf {m}}_{i-1},{\mathsf {m}}_{i},{\mathsf {m}}_{i+1},{\mathsf {m}}_{i+2},\dots ,{\mathsf {m}}_{n})=-\mathrm {f} ({\mathsf {m}}_{1},\dots ,{\mathsf {m}}_{i-1},{\mathsf {m}}_{i+1},{\mathsf {m}}_{i},{\mathsf {m}}_{i+2},\dots ,{\mathsf {m}}_{n})}
oraz alternująca wtedy i tylko wtedy, gdy
{\displaystyle \mathrm {f} ({\mathsf {m}}_{1},\dots ,{\mathsf {m}}_{i},{\mathsf {m}}_{i+1},\dots ,{\mathsf {m}}_{n})={\mathsf {0}},{\text{ o ile }}{\mathsf {m}}_{i}={\mathsf {m}}_{i+1}}
dla {\displaystyle i=1,\dots ,n-1}. Istnieją przekształcenia wieloliniowe, które są antysymetryczne, ale nie alternujące (zob. Przykłady); jednakże jeśli {\displaystyle 2} jest jednością pierścienia, to zachodzi odwrócenie poprzedniego twierdzenia – oznacza to, że w przypadu pierścieni takich jak ciało liczb rzeczywistych, czy zespolonych terminy „antysymetryczność” i „alternacyjność” można stosować wymiennie.
Zbiór wszystkich funkcji {\displaystyle M^{n}\to N} tworzy moduł nad pierścieniem {\displaystyle R,} a przekształcenia wieloliniowe {\displaystyle M^{n}\to N} tworzą podmoduł wspomnianego modułu; ponadto zbiór przekształceń wieloliniowych ustalonego rodzaju (tzn. symetrycznych, antysymetrycznych, czy alternujących) jest podmodułem tego podmodułu (zob. przestrzeń funkcyjna).

## Przykłady
Funkcja {\displaystyle \mathrm {Mat} _{n}(R)\times \mathrm {Mat} _{n}(R)\to R} dana wzorem {\displaystyle (\mathbf {A} ,\mathbf {B} )\mapsto \mathrm {tr} (\mathbf {AB} )} jest symetryczna. Funkcja {\displaystyle R^{2}\times R^{2}\to R} przekształcająca {\displaystyle {\big (}\scriptstyle {\binom {a}{c}}\displaystyle ,\scriptstyle {\binom {b}{d}}\displaystyle {\big )}\mapsto ad-bc} (por. wyznacznik) jest antysymetryczna i alternująca; podobnie jak iloczyn wektorowy {\displaystyle \mathbb {R} ^{3}\times \mathbb {R} ^{3}\to \mathbb {R} ,} czy jego zespolony odpowiednik {\displaystyle \mathbb {C} \times \mathbb {C} \to \mathbb {R} } odwzorowujący {\displaystyle (z,w)\mapsto \mathrm {im} \left(z{\overline {w}}\right).} Jeżeli {\displaystyle R} zawiera {\displaystyle \mathbb {Z} /2\mathbb {Z} ,} czyli {\displaystyle 1=-1} w {\displaystyle R,} to mnożenie {\displaystyle R\times R\to R} jest symetryczne, antysymetryczne, lecz nie jest alternujące.

## Uogólnienia
Jeśli przekształcenie {\displaystyle \mathrm {f} \colon M^{n}\to N} jest wieloliniowe, a {\displaystyle \mathrm {g} \colon N\to P} jest liniowe, to ich złożenie {\displaystyle \mathrm {g} \circ \mathrm {f} } również jest wieloliniowe, a ponadto jeżeli {\displaystyle \mathrm {f} } było symetryczne, antysymetryczne lub alternujące, to {\displaystyle \mathrm {g} \circ \mathrm {f} } ma tę samą własność. W ten sposób można tworzyć nowe przekształcenia wieloliniowe (symetryczne, antysymetryczne, czy alternujące), składając istniejące z przekształceniami liniowymi; {\displaystyle n}-te przekształcenie tensorowe {\displaystyle \otimes \colon M^{n}\to M^{\otimes n}} odwzorowujące {\displaystyle ({\mathsf {m}}_{1},\dots ,{\mathsf {m}}_{n})} w {\displaystyle {\mathsf {m}}_{1}\otimes \ldots \otimes {\mathsf {m}}_{n},} jest szczególnym przypadkiem przekształcenia wieloliniowego na {\displaystyle M^{n},} a każde inne pochodzi od niego (zob. iloczyn tensorowy modułów). W ogólności konstrukcja ta może być wykonana dla dowolnych {\displaystyle R}-modułów – istnieje wzajemnie jednoznaczna odpowiedniość między przekształceniami wieloliniowymi {\displaystyle \mathrm {f} \colon M_{1}\times \ldots \times M_{n}\to N} oraz przekształceniami liniowymi {\displaystyle \mathrm {F} \colon M_{1}\otimes \ldots \otimes M_{n}\to N} dana wzorem
{\displaystyle \mathrm {f} ({\mathsf {m}}_{1},\dots ,{\mathsf {m}}_{n})=\mathrm {F} ({\mathsf {m}}_{1}\otimes \ldots \otimes {\mathsf {m}}_{n}).}
Ograniczenie się do tych samych modułów w dziedzinie umożliwia rozpatrywanie alternujących przekształceń wieloliniowych (permutowanie argumentów ma sens tylko wtedy, gdy pochodzą one z tego samego modułu), dlatego konstrukcja algebry zewnętrznej możliwa jest tylko na potędze kartezjańskiej.
Jeśli {\displaystyle X_{1},\dots ,X_{n},Y} są przestrzeniami unormowanymi nad ustalonym ciałem, to można mówić wtedy o ograniczoności przekształcenia wieloliniowego {\displaystyle \mathrm {f} \colon X_{1}\times \ldots \times X_{n}\to Y,} która pociąga jego ciągłość (zob. ograniczone przekształcenie liniowe); wspomniane przekształcenie jest ograniczone wtedy i tylko wtedy, gdy istnieje taka stała rzeczywista {\displaystyle C>0,} że dla każdego wektora {\displaystyle (\mathbf {x} _{1},\dots ,\mathbf {x} _{n})\in X_{1}\times \ldots \times X_{n}} zachodzi
{\displaystyle {\big \|}\mathrm {f} (\mathbf {x} _{1},\dots ,\mathbf {x} _{n}){\big \|}\leqslant C\|\mathbf {x} _{1}\|\dots \|\mathbf {x} _{n}\|.}